# Guvernator al statului Massachusetts
Guvernatorul statului Massachusetts, conform originalului din limba engleză, [The] Governor of the Commonwealth of Massachusetts, este șeful executivului statului (în engleză, limitat la doar patru state ale Statelor Unite, Commonwealth) Massachusetts, Statele Unite ale Americii. 
Actualul guvernator al statului este Charlie Baker, un politician republican.

## Rolul constituțional
Conform Constituţiei statului Massachusetts, partea a doua, capitolul II, Articolul I, 